# FOREPLAY
『FOREPLAY』（フォアプレイ）は、RIZEによる2枚目のスタジオ・アルバム。2001年12月5日発売。発売元はEpic Records。
CDのほか、アナログ盤が同時発売されている。

## 解説
アルバムタイトルの意味は「前戯」。
TOKIEが脱退、新メンバーのu:zoと中尾宣弘が加入後の新体制で作られた。ロサンゼルスでレコーディングされた。

## 収録曲
1. Light Your Fire [3:12]
  - 6thシングル。MV監督はウスイヒロシ。
2. 日本刀 [3:09]
3. TWEETY [3:06]
4. NAME [3:33]
  - 5thシングル。MV監督は滝本登鯉。
5. Dream Catcher [5:30]
  - 7thシングル。MV監督は高橋栄樹。
6. Precious [3:26]
7. JAPONICAN [3:38]
  - 6thシングル「Light Your Fire」収録曲。
8. S・D・R [3:19]
9. ELIOT 〜Everyone Living In Own Time〜 [4:52]
10. PAIN [4:58]
11. 1054 HIT [3:31]
12. Boogie [3:34]
13. … [4:28]（Instrumental）

全曲作詞：Jesse／作曲：Jesse, 金子統昭，小川剛史, 中尾宣弘（4曲目のみJesse, 金子統昭, TOKIE）／編曲：RIZE

### アナログ盤

#### Disc 1
SIDE-A
1. Light Your Fire [3:12]
2. 日本刀 [3:09]
3. TWEETY [3:06]
4. NAME [3:33]

SIDE-B
1. Dream Catcher [5:30)]
2. Precious [3:26]
3. JAPONICAN [3:38]

#### Disc 2
SIDE-A
1. S・D・R [3:19]
2. ELIOT [4:52]
3. PAIN [4:58]

SIDE-B
1. 1054 HIT [3:31]
2. Boogie [3:34]
3. … [4:28]